# Миронид
Миронид (др.-греч. Μυρωνίδης), сын Каллия, — афинский военачальник первой половины V века до н. э. В 479 году до н. э. он был стратегом афинян в битве при Платеях и подчинялся стратегу-автократору Аристиду. Во время Малой Пелопоннесской войны стал одним из главных и наиболее уважаемых военных деятелей Древних Афин. Он командовал афинскими войсками во время битв с коринфянами в Мегариде в 459 году до н. э., битвы со спартанцами при Танагре и беотийцами при Энофитах 457 года до н. э. и других сражений.
С победами и стратегическим талантом Миронида историки связывают пик могущества Древних Афин в 455 году до н. э. Диодор Сицилийский считал его победы наиболее славными в истории Афин, даже по сравнению с битвой при Марафоне. Современникам он запомнился не только благодаря успешным сражениям, но и благодаря щедрым и справедливым раздачам военной добычи, которые обогатили многих афинян. Ностальгическое упоминание Миронида в одной из комедий Аристофана 392 года до н. э. свидетельствует о его большой популярности в народном сознании.

## Биография

### Происхождение. Битва при Платеях
Миронид происходил из знатного афинского рода Кериков. Был приписан к дему Флия сельской триттии филы Кекропиды. Его предком был обвинитель Алкмениодов во время процесса по поводу «Килоновой скверны» VII века до н. э. Мирон. Имя отца Миронида Каллий типично для рода Кериков. Версия С. И. Радцига о том, что Мирон и, соответственно, Миронид принадлежали к роду Ликомидов, не получила признания в историографии. Традиционно Миронида относят к представителям «аристократической» партии Древних Афин.
В период греко-персидских войн, когда после битвы при Саламине крупное персидское войско стояло в Центральной Греции, Миронид был членом афинского посольства, направленного по настоянию Аристида в Спарту. Посольством (Кимон, Ксантипп и Миронид) была высказана угроза, что в случае отказа «афиняне сами найдут средство спасения» и пойдут на союз с персами. Состав посольства, в которое не был включён Фемистокл, можно рассматривать как коалицию трёх аристократических родов древних Афин — Филаидов, Алкмеонидов и Кериков. Отношения между опытным политиком Ксантиппом и молодым энергичным Кимоном были небезоблачными. За десять лет до совместной поездки в Спарту Ксантипп инициировал судебный процесс против отца Кимона Мильтиада, на которого наложили громадный штраф в 50 талантов. Впоследствии этот штраф за отца выплатил Кимон. В данном посольстве Миронид выполнял роль «буфера». В результате действий Ксантиппа, Миронида и Кимона войско во главе с Павсанием, регентом малолетнего сына погибшего царя Леонида Плистарха, отправилось в поход, а в битве при Платеях 479 года до н. э. объединённые греческие войска наголову разбили персов.
Согласно Плутарху, Миронид и Леократ были «товарищами по должности» Аристида, то есть афинскими стратегами. После сражения они не соглашались уступить спартанцам «награду за храбрость». Как пишет Плутарх, греки были близки к междоусобице и только благодаря дипломатическим талантам Аристида и некоего коринфянина Клеокрита награду присудили третьей стороне — платейцам.

### Малая Пелопоннесская война

#### Поход в Мегариду
Следующие упоминания Миронида в античных источниках связаны с событиями Малой Пелопоннесской войны. Около 459 года до н. э. афиняне начали военные действия сразу на двух фронтах. В Египет на помощь восставшим против власти персов под командованием Инара была послана эскадра насчитывающая, согласно Фукидиду, 200 кораблей. Практически одновременно с началом египетской экспедиции афинский флот под командованием стратега Леократа победил эгинян и союзников. Афиняне начали затяжную осаду Эгины. На этом фоне коринфяне вторглись в соседнюю с Аттикой Мегариду. Они рассчитывали либо завоевать Мегару, либо вынудить афинян снять осаду с Эгины. Согласно античной традиции афиняне провели мобилизацию самых старых, а также юных, не достигших призывного возраста, граждан. Собранная наспех армия под командованием Миронида отправилась в Мегариду.
Детали сражения между армиями афинян и коринфян с союзниками в античных источниках варьируют. Фукидид описывает два сражения. Во время первого ни та ни другая сторона не признала себя побеждённой. После отхода коринфян афиняне установили трофей. Дома коринфяне были встречены издёвками и упрёками. Через двенадцать дней их армия вернулась на поле битвы и воздвигла собственный трофей. Тогда афиняне совершили неожиданную для врага вылазку, в ходе которой одержали полную победу. Лисий писал об одном сражении. Диодор Сицилийский, как и Фукидид, писал о двух сражениях. В отличие от версии Фукидида, согласно Диодору, они прошли в разных местах. Во время обоих сражений (второе прошло возле Кимолии) афиняне в ходе ожесточённого противостояния с трудом одержали победу. Все источники сходятся в том, что победившей армией командовал Миронида.

#### Битва при Танагре
В 457 году до н. э. в войну вступила Спарта. Этому предшествовал захват фокидянами городов Дориды в Центральной Греции. Согласно античным источникам, спартанцы считали Дориду своей метрополией — областью, из которой их предки пришли на Пелопоннес. В Дориду было отправлено крупное войско под командованием Никомеда — регента малолетнего царя Плистоанакта. Защита своей исторической родины, скорее всего, являлась лишь возможным официальным поводом для начала военных действий со стороны Спарты. Историки высказывают несколько версий о реальных целях спартанцев: разрушение укреплений в союзной Афинам Мегариде; желание установить в Беотии, где географически располагалась Дорида, лояльные политические режимы, чтобы затем использовать эту область для нападения на Афины. Ситуативным союзником Спарты в Беотии на тот момент были Фивы.
Спартанцы без особых проблем достигли Беотии и освободили Дориду. Согласно античным источникам афиняне решили нанести упреждающий удар. Они собрали войско и выступили навстречу спартанцам. При анализе фрагментов «Истории» Фукидида можно сделать вывод о том, что инициаторами сражения были афиняне. Фукидид пишет, что после того как спартанское войско вынудило фокейцев уйти из Дориды, Никомед обнаружил, что безопасный путь домой перекрыт афинянами. Афинский флот стоял в Коринфском заливе, а сухопутные войска заняли стратегические пункты на горном хребте Мегариды Герании. Если верить Фукидиду, то получается, что афинские флот и войска заняли соответствующие позиции уже после прохода основных сил спартанцев, тем самым отрезав их от родных мест. Афиняне заманили в ловушку войско Спарты, с которой они формально находились в состоянии войны. Диодор Сицилийский приводит иную версию событий. По его мнению, афиняне решили атаковать спартанцев на марше и отправили в Геранию своё войско. Спартанцы, узнав о планах противника, отправились в Танагру. Афиняне были вынуждены поменять маршрут и вступили в Беотию. Возможным автором такого плана по уничтожению спартанцев считают Миронида. Спартанцы заняли позиции около беотийского полиса Танагры. Их выбор был не случайным. Город находился всего в 40 километрах севернее Афин, являлся хорошей базой для снабжения оружием и припасами. Также спартанцы, располагаясь на расстоянии однодневного перехода к Афинам, могли рассчитывать на предательство со стороны недовольных процессами демократизации аристократов.
В битве при Танагре участвовало около 14 тысяч афинян с союзниками под командованием Миронида, а также 11500 спартанцев с союзниками. Согласно большинству античных источников победу в сражении одержали спартанцы. Они подчёркивают тяжёлые потери с обеих сторон. Поражение афинян не было сокрушительным — афинское войско отступило в полном порядке, оставив поле боя за спартанцами. Несмотря на победу, обескровленные спартанцы были не в состоянии вторгнуться в Аттику. Они прошли, не встречая сопротивления, маршем через Мегариду, по пути вырубив оливковые рощи, домой в Пелопоннес.

#### Беотийский и фессалийский походы
Для Афин тяжёлые потери во время сражения не были столь чувствительными как для Спарты. Спартанское войско было вынуждено покинуть Беотию и вернуться домой, в то время как афиняне через несколько месяцев (согласно Фукидиду через 62 дня) под командованием Миронида вторглись в Беотию. Согласно Диодору Сицилийскому, Миронид приказал воинам собраться для выступления в поход. Когда наступил назначенный день, полководец обнаружил, что на пункт сбора явились не все призванные афиняне. Он отверг предложение других стратегов обождать, так как решил, что такие трусливые воины ему не нужны. После победы в битве при Энофитах Афины получили контроль практически над всей областью, за исключением Фив. Армия под командованием Миронида прошла по всей Беотии, а также, согласно Диодору Сицилийскому, зашла в земли опунтских локров, покорила фокейцев, а также безуспешно осаждала Фарсал в Фессалии. Согласно Фукидиду, поход Миронида в Фессалию состоялся не после битвы при Энофитах в 457 году до н. э., а через несколько лет. Историк С. Я. Лурье посчитал сообщение Диодора о покорении Фокиды ошибочным. Незадолго до похода Миронида фокейцы воевали со спартанцами. Соответственно, по мнению историка, они с радостью заключили союз с главным врагом спартанцев Афинами. Также С. Я. Лурье относит захват афинянами Навпакта в Локриде к походу Миронида. Существует и другая, более распространённая, версия о том, что этот город занял Толмид в следующем 456 году до н. э. Древнегреческий писатель II века Полиэн описал две военные хитрости Миронида во время этого похода. Перед сражением он приказал воинам на левом фланге первыми начать наступление. Когда они прошли немного вперёд, Миронид обратился к правому крылу со словами: «Мы побеждаем на левом крыле!» Это воодушевило афинское войско. После, когда армия вышла на равнину, Миронид обратился к войскам с призывом: «Посмотрите на эту равнину! Если мы побежим на такой большой равнине, то, поскольку враги имеют коней, поневоле попадём в плен, когда всадники станут преследовать. А если останемся, у нас есть большие надежды на победу».
Главнокомандующий запомнился современникам тем, что честно разделил военную добычу между воинами. Политическими последствиями победы при Энофитах и последующего похода Миронида по Беотии стала гегемония Афин в Центральной Греции, которая продлилась десятилетие, до поражения при Коронее в 447 году до н. э. Это было достигнуто благодаря роспуску созданного при посредничестве Никомеда Беотийского союза, разрушению городских укреплений некоторых городов, установлению демократического правления в большинстве полисов, а также заложникам из знатных семей. Важным следствием похода стал не только контроль Афин практически над всей Центральной Грецией, но и осознание других греков, что спартанцы не делают реальных попыток как-либо изменить положение. На этом фоне, видя бесперспективность дальнейшего сопротивления, сдались эгиняне. Они были вынуждены уничтожить городские стены, выплатить большую контрибуцию и вступить в Афинский морской союз.
В 454 году до н. э. афиняне под командованием Миронида предприняли поход в Фессалию, где хотели восстановить власть свергнутого правителя Ореста. Ещё одной целью похода могла быть месть фессалийцам за поражение при Танагре. Однако действия фессалийской конницы заставили афинское войско снять осаду с Фарсала и вернуться домой. О дальнейшей судьбе Миронида ничего не известно.

## Оценки
Диодор Сицилийский назвал Миронида «человеком, уважаемым за доблесть». Тот же автор охарактеризовал победу Миронида при Энофитах более славной для афинян, чем битву при Марафоне, Платеях и другие «известные подвиги». По мнению историка, в отличие от предыдущих эта победа была одержана самостоятельно, без участия союзных войск, и не над варварами, а над наиболее храбрыми воинами того времени — беотийцами. Также историк сетует, что Миронид хоть и приобрёл у современников славу, сопоставимую с таковой Мильтиада, Фемистокла и Кимона, но никто не описал детали этого сражения. Такие оценки дают возможность предположить, что Миронид в 450-х годах до н. э. стал одним из наиболее влиятельных и уважаемых граждан в Древних Афинах.
Миронид, наряду с другими стратегами Малой Пелопоннесской войны, несомненно был одним из наиболее влиятельных людей в Древних Афинах. Перикл на тот момент, хоть и занимал должности стратега, а также являлся одним из лидеров демократической партии, оставался на вторых ролях. В историографии существует и другая точка зрения о том, что именно Перикл был истинным руководителем Афин в 450-х годах до н. э. На данный момент она считается противоречивой. Более того именно время военных походов Миронида и Толмида (457—456 годы до н. э.), а не единоличного правления Перикла, характеризуют периодом апогея могущества Древних Афин. Если сравнивать две точки «пика афинского могущества», которые встречаются в историографии, а именно 455 и 432 (перед началом Пелопоннесской войны) годы до н. э., то Афины были сильнее при Мирониде, чем при Перикле. В 454 году до н. э. потерпела крах египетская экспедиция, а в 447 году до н. э. из-под власти Древних Афин навсегда вышла Беотия.
Популярности Миронида способствовали раздачи крупной военной добычи воинам. Миронид был персонажем как минимум двух древних аттических комедий. Согласно сюжету «Демов» Евполида, Миронид после смерти спускается в Аид, где рассказывает о жизни в Афинах и жалуется на общий упадок нравов. Слова стратега произвели на мёртвых сильное впечатление и они решают отправить на землю великих политиков прошлого. Аристофан в комедии «Женщины в народном собрании» 392 года до н. э. ностальгически вспоминает время Миронида, что свидетельствует о его большой популярности в народном сознании:
В пору, когда был ещё
Храбрец Миронид могуч,
Никто не посмел бы
Родимой стране служить
И денежки класть в карман.

### Античные источники
- Аристотель. Афинская полития / Перевод и примечания С. И. Радцига.. — 2-е изд.. — М.: Государственное социально-экономическое издательство, 1937.
- Аристофан. Комедии. В 2-х томах / Комментарии В. Н. Ярхо. — М.: Искусство, 1983. — Т. 2. — 520 с. — (Античная драматургия. Греция).
- Диодор Сицилийский. Историческая библиотека / Перевод, статья, комментарии и указатель О. П. Цыбенко.. — М.: Лабиринт, 2000. — (Античное наследие).
- Лисий. Речи / Пер., статья, коммент. С. И. Соболевского; предисл. Л. П. Маринович, Г. А. Кошеленко. — М.: Ладомир, 1994. — 373 с. — (Античная классика). — 10 000 экз. — ISBN 5-86218-124-5.
- Полиэн. Стратагемы / под общей редакцией А. К. Нефёдкина. — СПб.: Евразия, 2002. — 608 с. — ISBN 5-8071-0097-2.
- Плутарх. Сравнительные жизнеописания в двух томах / Перевод С. П. Маркиша, обработка перевода для настоящего переиздания — С. С. Аверинцева, переработка комментария — М. Л. Гаспарова.. — второе. — М.: Наука, 1994.
- Страбон. География в 17 книгах / Перевод, статья и комментарии Г. А. Стратановского под общей редакцией проф. С. Л. Утченко.. — М.: Ладомир, 1994.
- Фукидид. История. — М.: АСТ, Ладомир, 1999. — 736 с. — ISBN 5-86218-359-0.

### Современные исследования
- Борухович В. Г. История древнегреческой литературы. Классический период. — М.: Высшая школа, 1962.
- Гущин В. Р. Афины на пути к демократии: VIII—V века до н. э.. — М.: Изд. дом Высшей школы экономики, 2021. — 456 с. — (Монографии ВШЭ: Гуманитарные науки). — 500 экз. — ISBN 978-5-7598-2220-2.
- История греческой литературы / под редакцией С. И. Соболевского, Б. В. Горнунга, З. Г. Гринберга, Ф. А. Петровского, С. И. Радцига. — Москва • Ленинград: Издательство академии наук СССР, 1946. — Т. I.
- Лурье С. Я. История Греции / Составитель, автор вступительной статьи Э. Д. Фролов. — СПб.: Издательство С.-Петербургского ун-та, 1993. — 658 с. — 800 экз. — ISBN 5-288-00645-8.
- Льюис Д.-М. Глава 5. Материковая Греция, 479—451 годы до н. э. // Кембриджская история древнего мира / Под редакцией Д.-М. Льюиса, Дж. Бордмэна, Дж.-К. Дэвиса, М. Оствальда. — М.: Ладомир, 2014. — Т. V. Пятый век до нашей эры. — ISBN 978-5-86218-519-5.
- Любимцев Ю. Н. Конфликт Спарты и Афин 457—451 годов до н. э. и его значение в первой Пелопоннесской войне // Via in tempore. История. Политология. — Белгородский государственный национальный исследовательский университет, 2017. — Т. 44, вып. 271, № 22. — С. 5—12. — ISSN 2687-0967.
- Радциг С. И. Килонова смута в Афинах (Эпизод из истории родовых отношений в Аттике) // Вестник древней истории. — М.: Наука, 1964. — Вып. 89, № 3. — С. 3—14.
- Танагрское сражение // Советская военная энциклопедия. В 8 томах / Пред. гл. ред. комиссии Н. В. Огарков. — М.: Воениздат, 1979. — Т. 7. Радиоконтроль — Тачанка. — С. 649. — 687 с.
- Строгецкий В. М. Полис и империя в классической Греции: Учебное пособие. — Н. Новгород: НГПИ им. М. Горького, 1991. — 244 с.
- Строгецкий В. М. Афины и Спарта. Борьба за гегемонию в Греции в V в. до н. э. (478-431 гг.) / Отв. ред. Μ. М. Холод. — СПб.: Изд-во С.-Петерб. ун-та,, 2008. — 291 с. — (Res Militaris). — ISBN 978-5-288-04619-3.
- Суриков И. Е. Из истории греческой аристократии позднеархаической и раннеклассической эпох / Утверждено к печати Институтом всеобщей истории РАН. — М.: ИВИ РАН, 2000.
- Суриков И. Е. Остракизм в Афинах / Ответственный редактор доктор исторических наук Л. П. Маринович. — М.: Языки славянских культур, 2006. — 640 с. — ISBN 5-9551-0136-5.
- Суриков И. Е. Античная Греция: политики в контексте эпохи: время расцвета демократии. — М.: Наука, 2008. — 383 с. — ISBN 978-5-02-036984-9.
- Суриков И. Е. Геродот и Филаиды // Аристей. Aristeas: Вестник классической филологии и античной истории. — 2011. — Т. 3. — С. 30—64.
- Суриков И. Е. Война и политогенез в архаической и классической Греции: Спарта в сравнении с Афинами // Мнемон: Исследования и публикации по истории античного мира. — 2015. — № 15. — С. 49—63. — ISSN 1813-193X.
- Хаммонд Н. История Древней Греции / Пер. с англ. Л.А. Игоревского. — М.: Центрполиграф, 2008. — ISBN 978-5-9524-3490-5.
- Obst E. Leokrates 1 // Paulys Realencyclopädie der classischen Altertumswissenschaft :  [нем.] / Georg Wissowa. — Stuttgart : J. B. Metzler’sche Verlagsbuchhandlung, 1925. — Bd. XII, 2. — Kol. 2001—2002.
- Plant I. M. The Battle of Tanagra: A Spartan Initiative? (англ.) // Historia: Zeitschrift für Alte Geschichte. — Franz Steiner Verlag, 1994. — Vol. 43, no. 3. — P. 259—274. — JSTOR 4436332.
- Reece D. W. The Battle of Tanagra (англ.) // The Journal of Hellenic Studies. — The Society for the Promotion of Hellenic Studies, 1950. — Vol. 70. — P. 75—76. — doi:10.2307/629293. — JSTOR 629293.
- Roisman J. The Background of the Battle of Tanagra and Some Related Issues (англ.) // L'Antiquité Classique. — L'Antiquité Classique, 1993. — Vol. 62. — P. 69—85. — JSTOR 41657656.